# Милчина лъка
Мѝлчина лъ̀ка е село в Северозападна България. То се намира в община Грамада, област Видин.

## География
В землището на селото се намира защитена местност „Липака“.

## История
През периода 1930 – 1943 жителите на Милчина лъка преместват границите на селото на запад, в посока вън от коритото на местната река, поради честите наводнения и болестите които вилнеели по това време.
През лятото на 1950 година 2 семейства (10 души) от селото са принудително изселени. През зимата на 1950 – 1951 година, по време на довелата до Кулските събития насилствена кампания за „масовизация“ на колективизацията, в селото е създадено Трудово кооперативно земеделско стопанство (ТКЗС), наречено на името на комунистическия диктатор Вълко Червенков.
На 22 март 1951 година, ден след ликвидирането на ТКЗС-то в Грамада, жителите на Милчина лъка също решават да напуснат своето ТКЗС. Първите двама селяни, отишли да приберат животните си, са арестувани. В отговор цялото село се събира, напада кметството, в което са затворени, и след като ги освобождава отива в стопанския двор и хората прибират оттам добитъка и инвентара си.

## Население
Преброяване на населението през 2011 г.
Численост и дял на етническите групи според преброяването на населението през 2011 г.:
|                     | Численост | Дял (в %) |
| Общо                | 51        | 100,00    |
| Българи             | 51        | 100,00    |
| Турци               | 0         | 0,00      |
| Цигани              | 0         | 0,00      |
| Други               | 0         | 0,00      |
| Не се самоопределят | 0         | 0,00      |
| Неотговорили        | 0         | 0,00      |

## Културни и природни забележителности
Основна културна забележителност на Милчина лъка е паметник на загиналите през двете Балкански войни, намиращ се в центъра на селото.
Доста запазено е и училището, което не е имало ученици повече от 40 години. Но в края на 70-те години на 20 век там са подслонени проституиращи жени, преди това държани в Белене.
Интерес у туристите биха събудили и останките на няколко турски чешми в местността „Липака“.
Близо до Милчина Лъка се намира и стар партизански бункер, за чиито някогашни обитатели и днес разказват жители на селото.

## Редовни събития
Ежегодно се провежда събор около датата 6 май.

## Личности
Един от най-известните люде, родени в селото, е писателят и поет Цветан Крилашки, чийто син – Евгени Крилашки, е сред успелите български художници на новото време.

## Други
През 2006 г. ирландец закупува къща в Милчина лъка, което е ясно доказателство за атрактивните природни условия, които предоставя местността.

## Легенди
Днес едва ли някой би спорил откъде точно идва името на малкото село, но една от легендите е свързана още с времето на османската власт. Предполага се, че момче на име Милчо било преследвано от турците, за да бъде помохамеданчено, но достигайки до една пропаст (в близост до мястото, на което днес се намира селото), то предпочело да скочи и загине като християнин, отколкото да измени на рода и вярата си.

### Цитирани източници
- Груев, Михаил. Преорани слогове. Колективизация и социална промяна в Българския северозапад 40-те – 50-те години на XX век.   София, Сиела, 2009. ISBN 978-954-28-0450-5.